# Beech Ridge Motor Speedway
Der Beech Ridge Motor Speedway ist eine stillgelegte Motorsport-Rennstrecke in Scarborough, Maine die 1949 eröffnet und 2021 geschlossen wurde. Das 0,5 km lange Short Track Oval war als Austragungsort von kleineren NASCAR-Rennserien bekannt.

## Geschichte
Die Rennstrecke wurde im Jahr 1949 von einem Flugzeugmechaniker namens Jim McConnell als ein 1/3 Meilen langes Dirt-Track-Oval eröffnet. In den ersten Jahren fanden unter anderem Midget-Rennen auf dem Kurs statt. 1981 wurde die Strecke an die Cusack familie verkauft. Zu Beginn der Saison 1987 wurde die Strecke asphaltiert. 1995 wurde die Strecke von der NASCAR genehmigt. In den darauffolgenden Jahren wurden auf der Strecke Rennen der ARCA Menards Series East und der NASCAR Whelen Modified Tour ausgetragen.
Im September 2021 wurde bekanntgegeben, dass die Strecke verkauft werden würde und somit den Rennbetrieb einstellte. Schwindende Teilnehmer- und Zuschauerzahlen sowie steigende Grundstückspreise wurden als Gründe für die Schließung angeführt. Ein letztes Rennen fand am 26. September statt.
Im Juli 2024 wurde ein letzter Abschiedsevent für Rennfans und Rennwagenbesitzer auf der Strecke durchgeführt.

## Strecke
Die Strecke war ein Ovalkurs vom Typ Shorttrack. Die Länge betrug 1/3 Meilen. Die Boxengasse befand sich in der Mitte des Infields. Die Paddock-Area war auf der Rückseite des Kurses untergebracht.